# ブレーメンのマルクト広場の市庁舎とローラント像
ブレーメンのマルクト広場の市庁舎とローラント像（ブレーメンのマルクトひろばのしちょうしゃとローラントぞう）は、ドイツの世界遺産のひとつ。その名が示すとおり、ブレーメンの中心的な広場であるマルクト広場に面する市庁舎と、広場中央に立つローラント像を主たる登録対象としている。

## ブレーメン市庁舎
ブレーメン市庁舎には、自由ハンザ都市ブレーメンの参事会議長および市長が居る。この庁舎はヨーロッパにおけるブリック・ゴシック建築（Brick Gothic）の最も重要な例証の一つである。

### 位置
市庁舎は、旧市街のマルクト広場に立っており、真正面にはローラント像（詳細は後述）が立っている。広場の向かいには商業会議所が建ち、右手にはブレーメン大聖堂と近代的な市議会、左手には聖母教会が建っている。広場の西側には、ゲアハルト・マルクス（Gerhard Marcks）作の「ブレーメンの音楽隊」像が立っている。

### 歴史
旧市庁舎が建てられたのは、1405年から1409年のことだった。1595年から1612年に、建築家リュダー・フォン・ベントハイム（Lüder von Bentheim）が手直しをし、広場を見渡す新しいファサードを作り上げた。ヴェーザー・ルネサンス様式（Weser Renaissance）で建てられたファサードは、ハンス・フレーデマン・デ・フリース（Hans Vredeman de Vries）、ヘンドリク・ホルツィウス（Hendrik Goltzius）、ヤコブ・フロリス（Jacob Floris）といったオランダ・ルネサンスの巨匠たちによって基礎付けられた建築的要素に特徴付けられている。1909年から1913年の間に、ミュンヘンの建築家ガブリエル・フォン・ザイドル（Gabriel von Seidl）によって、建物後部にネオルネサンス様式での追加が行われた。
バルコンの上に見える立像は、カール大帝と7人の選帝侯たちをあわらしている。
ブレーメン市の60%以上が灰燼と帰した第二次世界大戦中の爆撃では、市民たちは市庁舎の外壁を囲いによって覆い、戦火から守り抜いた。この市庁舎は何度も改修されているが、一番新しい改修は2003年のことである。

### 観光の見所
- ブレーマー・ラーツケラー（Bremer Ratskeller）- 市庁舎地下にある酒場で、1653年に作り上げられたドイツ最古のワイン樽蔵。400種類を超えるワインが用意されている。
- 上院会議場
- 金の小部屋（Güldenkammer）- 1595年に上院会議場に付け加えられ、1905年に画家ハインリヒ・フォゲラーによって改装されたアール・ヌーヴォー様式の小さな会議室である。ドアの取っ手、暖炉囲い、シャンデリア、壁紙などの調度品や建具はすべてその様式のものが選ばれている。
- 大宴会場
- 下院会議場 - この部屋は建造当時の姿をとどめているが、上院会議場と対照的に素朴な様相を呈している。床は石敷きだし、天井も木製の梁がそのまま見え、壁も石灰塗りである。この部屋は、かつては香辛料や衣料といった高級品を扱う取引場の機能も持っていた。

### 重要なイベント
- ブレーマー・シャッファーマール（Bremer Schaffermahl）- 毎年行われる伝統的な宴会。

## ローラント像

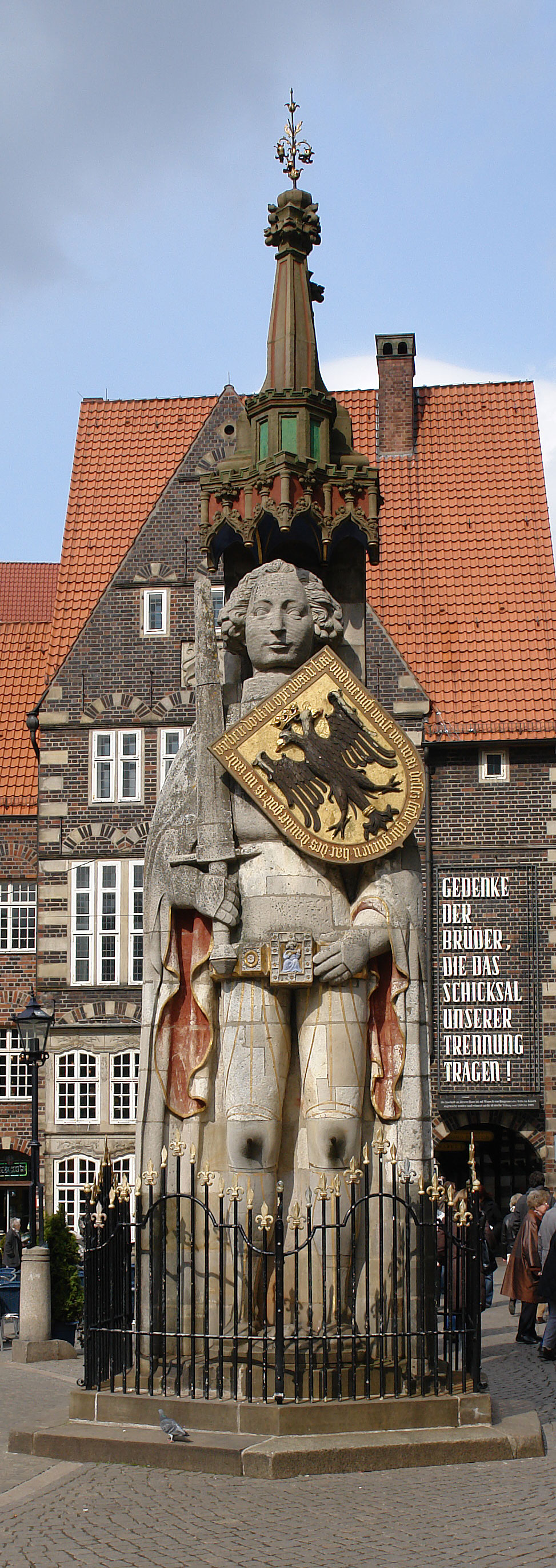
ローラント像

1404年に立てられたこの像は、ブレーメンの自治都市としての尊厳を象徴するものである。マルクト広場に立つローラント像（Bremen Roland）は、中世文学『ローランの歌』に登場する英雄ローラントを象った巨大な立像である。ブレーメン市内には4体のローラント像があるが、ブレーメン大聖堂に面してマルクト広場中央に立っている像が最もよく知られている。像そのものは60cmの演壇の上に立っている高さ5.47mの立像だが、支柱に支えられた天蓋の高さは10.21mである。

### 歴史
最も古いものは1340-50年代に建立された木像だが、当時のブレーメン大司教の手によって1366年に放火され消失した後、1404年に石造で再建された。
ブレーメンの象徴とされたこの像は度々倒壊の危機に見舞われたが、その度に市民の手によって守られ続けた。第二次世界大戦時には、市民の手によって築かれた煉瓦製のシェルターによって保護されていたほどである。
言い伝えでは、この像がブレーメンを見守り続ける限り、その自由と独立は守られるとされてきた。このため、市庁舎の地下には、オリジナルが倒壊したときのために第二のローラント像が秘匿されているなどと、まことしやかに語られることがある。

## 登録基準
この世界遺産は世界遺産登録基準のうち、以下の条件を満たし、登録された（以下の基準は世界遺産センター公表の登録基準からの翻訳、引用である）。
- (3) 現存するまたは消滅した文化的伝統または文明の、唯一のまたは少なくとも稀な証拠。
- (4) 人類の歴史上重要な時代を例証する建築様式、建築物群、技術の集積または景観の優れた例。
- (6) 顕著で普遍的な意義を有する出来事、現存する伝統、思想、信仰または芸術的、文学的作品と直接にまたは明白に関連するもの（この基準は他の基準と組み合わせて用いるのが望ましいと世界遺産委員会は考えている）。